# دیان برجویچ
دوژان برجویچ (زاده ۲۱ فوریه ۱۹۶۶ در شهر کرالیفو صربستان) مربی تیم والیبال و کاپیتان سابق تیم ملی والیبال یوگسلاوی که در بازی‌های المپیک تابستانی ۱۹۹۶ آتلانتا است. وی در این تیم در بازی‌های المپیک سال ۱۹۹۶ مدال برنز و در مسابقات ژاپن در سال ۱۹۹۸ مدال نقره را به‌دست‌آورد.
او به مدت سه بازی سرمربی شهرداری ارومیه بود و به دلیل کسب نتایج ضعیف اخراج شد.